# Marionnette à gant

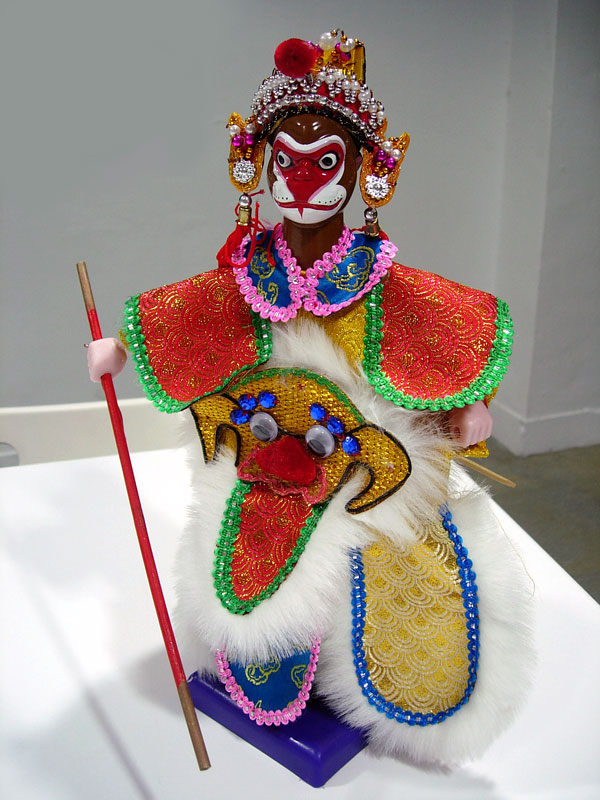
Marionnette à gant à l'effigie de Sun Wukong.

La marionnette à gant (chinois : 布袋戲 ; pinyin : =bùdàixì ; Pe̍h-ōe-jī : pò͘-tē-hì), aussi appelée budai mu'ouxi, shoucao kuileixi, shoudai kuileixi, chang-chung hsi (pinyin: zhǎngzhōngxì), xiaolong, ou zhihuaxi, est un type d'opéra utilisant des marionnettes en tissu, né au XVIIe siècle à Quanzhou (ou Zhangzhou) dans la province chinoise du Fujian, et historiquement pratiqué dans les régions de langue minnan telles que Quanzhou, Zhangzhou, la région de Chaoshan dans le Guangdong, et d'autres parties de la Chine méridionale. Elle s'établit ensuite comme une forme d'art populaire à Taïwan.

## Caractéristiques
La tête de la marionnette est faite de bois sculpté en forme de tête humaine creuse, mais à part la tête, les paumes et les pieds, qui sont en bois, le torse et les membres de la marionnette sont entièrement constitués de costumes en tissu. Au moment de la représentation, une main gantée entre dans le costume de la marionnette et la fait jouer. Les années précédentes, les marionnettes utilisées dans ce type de spectacle ressemblaient fortement à des « sacs en tissu », d'où le nom, qui signifie littéralement « opéra du sac en tissu ». 

## Par pays

### Indonésie
En Indonésie, les marionnettes à gants étaient populaires dans les communautés chinoises de  Sumatra et de Java. À Java, l'interaction entre les cultures chinoise et javanaise donne naissance à un nouveau style de marionnettes, appelé Peranakan Potehi,. Depuis, la marionnette à gant est appelée « Wayang Potehi » (wayang signifie « marionnette » en javanais). La tradition du Wayang Potehi est principalement préservée dans les communautés chinoises du centre de Java (Semarang) et de l'est de Java (Gudo, Jombang) La plupart des dialogues du Wayang Potehi sont racontés en indonésien et en javanais.

### Taïwan
À Taïwan, le comté de Yunlin est le centre de la marionnette à gants, la plupart des grands studios étant présents dans le comté.
Depuis 1984, la série d'animation Pili ajoute des animations informatiques à ses émissions télévisées de marionnettes à gants. Leurs émissions continuent d'être populaires, la série Thunderbolt Fantasy étant une collaboration avec Gen Urobuchi qui combine les marionnettes à gants de style Pili avec une narration de style anime. 